# Alabama Port
Alabama Port, também conhecida, às vezes, como Port Alabama, é uma comunidade não incorporada dentro da ilha Mon Louis, no condado de Mobile, no estado norte-americano do Alabama.